# 에일린 (가수)
에일린(1993년 4월 25일~)은 대한민국의 가수겸 싱어송라이터로, 2023년 디지털 싱글 Make you stay를 통해 데뷔하였다. 예명인 AILEEN은 스페인어, 라틴어로 빛을 의미하는 이름으로 밝은 빛처럼 만인에게 두각을 나타낼 수 있는 가수로 성장하라는 의미에서 지어졌다. 싱어송라이터 답게 현재까지 발메한 음원 전곡에 대한 작곡, 작사, 편곡 및 보컬까지 스스로 작업했다.

## 음반 목록

### 싱글 앨범
- 디지털 싱글 《I’LL BE ALRIGHT》 (2024)
- 디지털 싱글 《IN MY HEART》 (2024)
- 디지털 싱글 《FROM THE ASHES》 (2024)
- 디지털 싱글 《THE END》 (2024)
- 디지털 싱글 《Make you stay》 (2023)